# Bodhrán

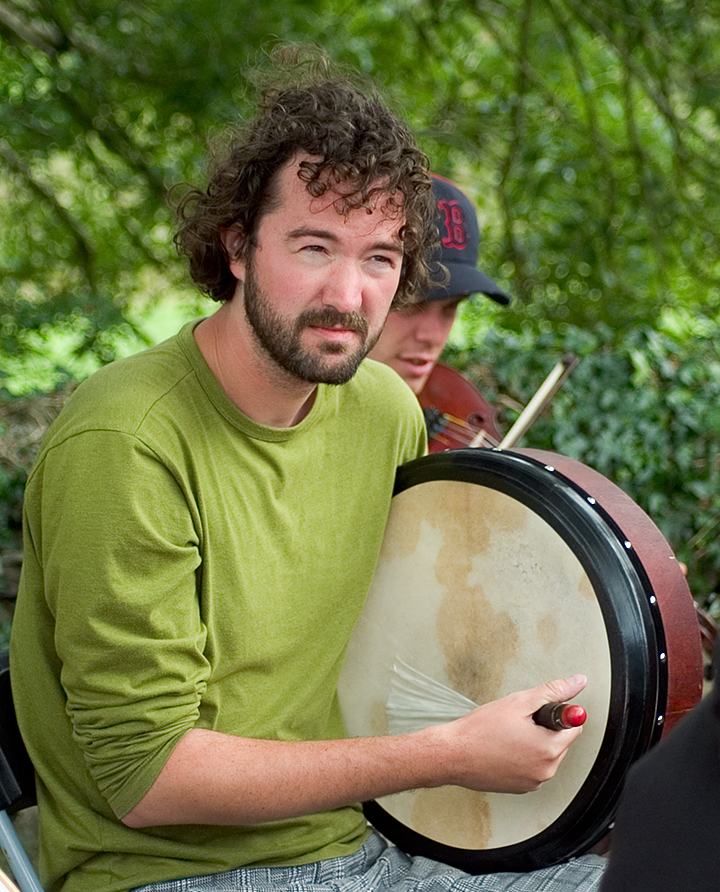
Músic tocant un Bodhrán

El Bodhrán (AFI [ˈbɔːrɑːn] o [ˈbaʊrɑːn]; plural bodhrán) és un tambor de marc irlandès.
El diàmetre del marc va des dels 25 als 66 centímetres, mentre que la profunditat és d'entre 9 i 20 centímetres. La grandària més habitual empra un marc d'entre 35 i 45 centímetres de diàmetre amb una profunditat d'uns 10 centímetres. A un costat del marc es troba una membrana (o pegat) tibada i clavada al marc mitjançant tatxes. Tradicionalment la membrana sol ser de pell de cabra, encara que actualment és habitual trobar bodhrán fabricats amb pells d'altres animals com el cangur o fins i tot materials sintètics com el kevlar. L'altre costat del marc queda obert. Habitualment, una o dues barres creuades en l'interior del marc enforteixen la seva estructura.
Alguns bodhrán moderns per a ús professional empren tensors mecànics que permeten variar la tensió del pegat, similars als emprats en els tambors de les bateries.
Habitualment es toca assegut, subjectant-lo en posició vertical entre l'avantbraç i el tronc, amb el marc reposant sobre el genoll, al mateix temps que la mà s'introdueix pel costat obert del tambor entre les barres creuades i la membrana, reposant sobre el costat interior de la pell, el que permet controlar lleugerament la tensió del pegat i variar el to. El tambor es toca amb la mà lliure, bé copejant-lo directament amb la mà nua o bé emprant una peça de fusta dita baqueta (en anglès tipper o beater).
Hi ha nombroses formes de tocar-lo, sent la majoria dels estils denominats amb el nom de la regió d'Irlanda d'on s'originaren. El més comú és l'estil Kerry, que usa una baqueta doble. Alguns interpretes com John Joe Kelly han aconseguit assolir una enorme quantitat de matisos tímbrics i d'altura desenvolupant un gran virtuosisme en l'instrument.
Encara que comú a Irlanda, el bodhrán ha guanyat popularitat en el món de la música cèltica, especialment en Escòcia, Bretanya, Galícia, Astúries, León, Cantàbria i Terranova.
Alguns grups l'incorporen a la seua música, tals com Dropkick Murphys, The Corrs, The Chieftains, Luar na Lubre, Cahórnega, Kíla… etc